# Каролей
Каролѐй (на италиански: Carolei) е малко градче и община в Южна Италия, провинция Козенца, регион Калабрия. Разположено е на 624 m надморска височина. Населението на общината е 3424 души (към 2012 г.).